# 子仪 (卫国)
子仪（？—前630年），春秋时期卫国公子，卫文公之子。
城濮之战后，晋文公把卫成公逮捕到成周，元咺、子仪立子仪胞兄卫君瑕。前630年，在甯俞帮助下，晋文公释放卫成公。卫成公联络周颛、治廑，周颛、治廑杀死元咺、子仪、卫君瑕。拥立卫成公复位，周颛先入，及门，遇疾而死。